# Аречайвун, Виктор Тайканович
Виктор Тайканович Аречайвун (чук. А’рэчайвын, также Арычайвун; род. 15 июня 1937, село Аккани, Камчатская область, РСФСР, СССР — ум. 16 февраля 1993, Россия) — чукотский советский деятель народных искусств, актёр, поэт, хореограф и танцовщик.

## Биография
Виктор Аречайвун родился в селении Аккани 15 июня 1937 года. Его отец, Тайкан (сын Гемавье), занимался морским промыслом и охотой; мать, Тненут, была хозяйкой яранги. С самого детства юный Виктор изучал охотничье ремесло.
Окончил Анадырское педагогическое училище народов Крайнего Севера. Ещё будучи студентом, был замечен Валентином Португаловым — репрессированым меньше чем за два месяца до рождения Виктора поэтом и переводчиком, который учился тогда в Литературном Институте имени Горького в Москве. Заброшенный на Дальний Восток, Валентин Валентинович сохранял верность своему призванию: он собирал и обрабатывал чукотский и эскимосский фольклор. Благодаря ратованию литератора Виктор Арычайвун стал участником чукотской делегации, что отправлялась на VI Всемирный фестиваль молодёжи и студентов 1957 года. Там юноша представил свой танец «Собачья упряжка» и «Фестивальную песню», слова которой в переводе Валентина Португалова были ещё не один раз напечатаны в хрестоматиях чукотской литературы.
После завершения обучения Виктор Аречайвун возвратился в родное селение. Там он руководил сельским клубом, участвовал в организации концертных программ самодеятельности; параллельно собирал образцы национального фольклора. В конце 1960-х годов Аккани было признано «неперспективным», постоянное население было направлено в Лорино. Уже на новом месте в 1969 году Виктор Арейчавун организовал творческий ансамбль из переселённых жителей под началом лоринского Дома культуры. Коллектив, получивший название «Лоринские зори», был участником многих окружных фестивалей; карта его выступлений включала в себя Москву, Анадырь, Магадан и даже Аляску. Песни и танцы авторства Виктора Арейчавуна пользовались большой популярностью на Чукотке в 1970—1980-е годы. Снимался в кино; известно как минимум о четырёх ролях, в одной из них, в фильме «Кит и компания», он был дублёром знаменитого актёра Дина Рида.
Помимо творческой деятельности, промышлял охотой и был умелым каюром.
Ушёл из жизни 16 февраля 1993 года.

## Фильмография
- «Начальник Чукотки», 1966 г. — гражданин Чукотки
- «Самые красивые корабли», 1972 г. — эпизод (в титрах не указан)
- «Кит и компания» (ГДР, Чехословакия, СССР), 1974 г. — каюр, дублёр Дина Рида[3] (в титрах не указан)
- «Смок и Малыш», 2-я серия, 1975 г. — коренной житель Аляски